# Флорида Эверблэйдс
«Флорида Эверблэйдс» (англ. Florida Everblades) — профессиональная хоккейная команда, выступающая в ECHL. Базируется в городе Истеро, штат Флорида, США.
«Эверблэйдс» были основаны в 1998 году. Они выступают в Южном дивизионе Восточной конференции ECHL. Им не удалось выйти в плей-офф всего один раз в истории команды (2013-14), и они семь раз выступали в финале Кубка Келли, выиграв в 2012, 2022, 2023 и 2024 годах.

## История

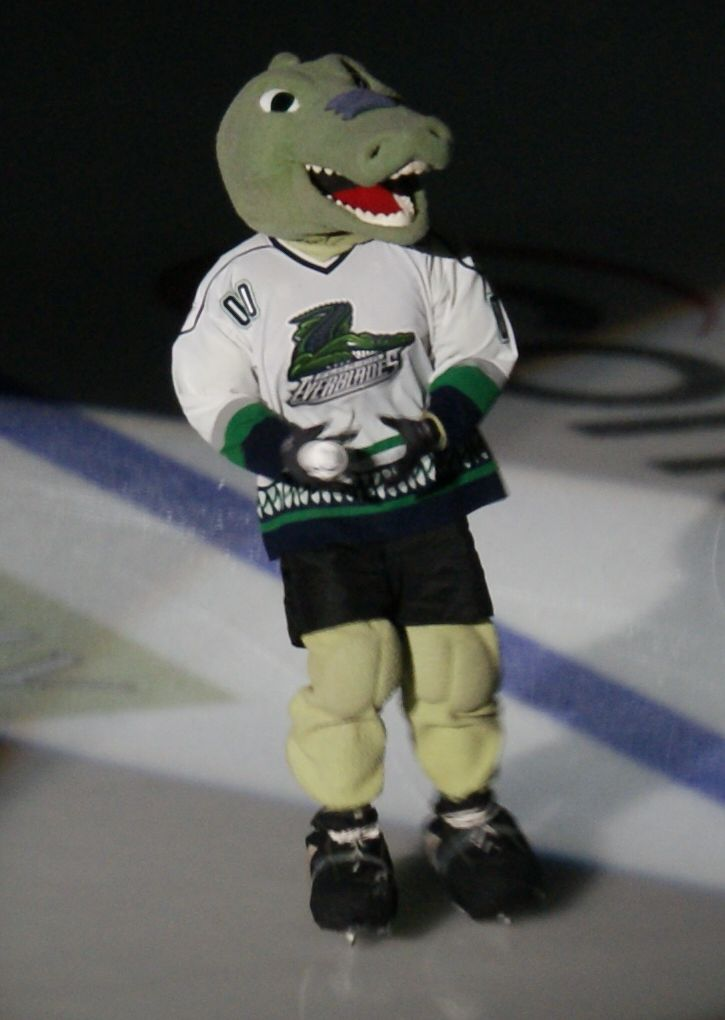
Талисман команды

Команда была основана в 1998 году Крейгом Брашем, Питером Карманосом-младшим и Томасом Тьюзом, и получила название в честь Эверглейдса во Флориде. На логотипе «Эверблэйдс» изображена голова аллигатора, слитая в форме конька. Логотип разработала компания Barnstorm Creative Group, занимающаяся графическим производством в Ванкувере. С Barnstorm Creative Group связался владелец «Каролины Харрикейнз» Питер Карманос-младший, которому пришла в голову идея, выбрать синие и зелёные цвета для «Эверблэйдс», в честь команды «Хартфорд Уэйлерс».
На открытии первого домашнего стадиона «Эверблэйдс» перед игрой была проведена церемония, во время которой на лёд вывели большого аллигатора, чтобы отдать дань уважения названию и логотипу команды, а также огромной популяции рептилий во Флориде.
«Эверблэйдс» выиграли свой первый Кубок Келли 23 мая 2012 года против команды «Лас-Вегас Рэнглерс».

## Достижения
ECHL
- Обладатели Кубка Келли (4): 2012, 2022, 2023, 2024;
- Победители конференции (7): 2004, 2005, 2012, 2018, 2022, 2023, 2024;
- Победители регулярного сезона (4): 1999–00, 2008–09, 2017–18, 2020–21;
- Победители дивизиона (8): 1999–00, 2006–07, 2008–09, 2014–15, 2016–17, 2017–18, 2018–19, 2021–22;